# Saint-André-et-Appelles
Pour les articles homonymes, voir Saint-André.
Saint-André-et-Appelles est une commune du Sud-Ouest de la France, située dans le département de la Gironde (région Nouvelle-Aquitaine).

## Géographie

### Localisation
Commune située dans l'aire d'attraction de Pineuilh.
La commune est située entre Bordeaux et Bergerac, elle fait partie intégrante du Pays Foyen.

### Communes limitrophes
Saint-André-et-Appelles est limitrophe de six autres communes, dont une dans le département de la Dordogne. Au sud-ouest, Saint-Quentin-de-Caplong n'est limitrophe que sur une centaine de mètres (en ligne droite), ou sur plus de 200 mètres, en suivant la limite naturelle, déterminée par le cours de la Gravouse, ruisseau affluent de la Dordogne.
|                          | Port-Sainte-Foy-et-Ponchapt (Dordogne) | Pineuilh    |
| Eynesse                  | Saint-André-et-Appelles                |             |
| Saint-Quentin-de-Caplong | Les Lèves-et-Thoumeyragues             | La Roquille |

### Climat
Pour des articles plus généraux, voir Climat de la Nouvelle-Aquitaine et Climat de la Gironde.
Historiquement, la commune est exposée à un climat océanique aquitain.  
En 2020, Météo-France publie une typologie des climats de la France métropolitaine dans laquelle la commune est exposée à un climat océanique et est dans la région climatique  Aquitaine, Gascogne, caractérisée par une pluviométrie abondante au printemps, modérée en automne, un faible ensoleillement au printemps, un été chaud (19,5 °C), des vents faibles, des brouillards fréquents en automne et en hiver et des orages fréquents en été (15 à 20 jours).
Pour la période 1971-2000, la température annuelle moyenne est de 12,6 °C, avec une amplitude thermique annuelle de 14,9 °C. Le cumul annuel moyen de précipitations est de 798 mm, avec 12,2 jours de précipitations en janvier et 6,5 jours en juillet. Pour la période 1991-2020, la température moyenne annuelle observée sur la station météorologique la plus proche, située sur la commune de Port-Sainte-Foy-et-Ponchapt à 3 km à vol d'oiseau, est de 13,8 °C et le cumul annuel moyen de précipitations est de 809,4 mm,. Pour l'avenir, les paramètres climatiques de la commune estimés pour 2050 selon différents scénarios d’émission de gaz à effet de serre sont consultables sur un site dédié publié par Météo-France en novembre 2022.

### Milieux naturels et biodiversité

#### Natura 2000
La Dordogne est un site du réseau Natura 2000 limité aux départements de la Dordogne et de la Gironde, et qui concerne les 104 communes riveraines de la Dordogne, dont Saint-André-et-Appelles,. Seize espèces animales et une espèce végétale inscrites à l'annexe II de la directive 92/43/CEE de l'Union européenne y ont été répertoriées.

#### ZNIEFF
Saint-André-et-Appelles fait partie des 102 communes concernées par la zone naturelle d'intérêt écologique, faunistique et floristique (ZNIEFF) de type II « La Dordogne »,, dans laquelle ont été répertoriées huit espèces animales déterminantes et cinquante-sept espèces végétales déterminantes, ainsi que quarante-trois autres espèces animales et trente-neuf autres espèces végétales.

## Urbanisme

### Typologie
Au 1er janvier 2024, Saint-André-et-Appelles est catégorisée commune rurale à habitat dispersé, selon la nouvelle grille communale de densité à sept niveaux définie par l'Insee en 2022.
Elle est située hors unité urbaine. Par ailleurs la commune fait partie de l'aire d'attraction de Pineuilh, dont elle est une commune de la couronne,. Cette aire, qui regroupe 16 communes, est catégorisée dans les aires de moins de 50 000 habitants,.

### Occupation des sols

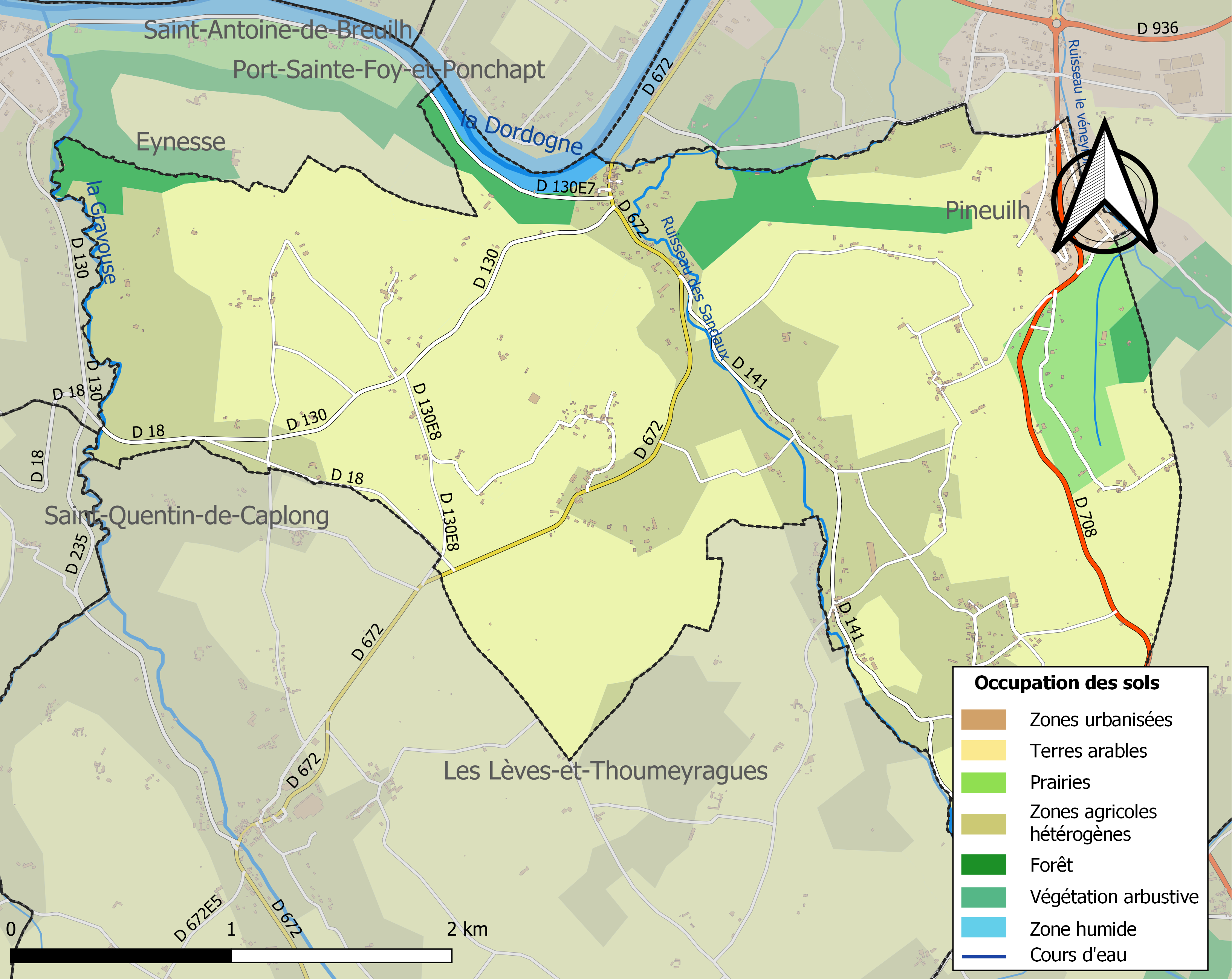
Carte des infrastructures et de l'occupation des sols de la commune en 2018 (CLC).

L'occupation des sols de la commune, telle qu'elle ressort de la base de données européenne d’occupation biophysique des sols Corine Land Cover (CLC), est marquée par l'importance des territoires agricoles (93,3 % en 2018), une proportion sensiblement équivalente à celle de 1990 (93,6 %). La répartition détaillée en 2018 est la suivante : 
cultures permanentes (62 %), zones agricoles hétérogènes (26 %), forêts (4,6 %), prairies (3,7 %), zones urbanisées (1,6 %), terres arables (1,5 %), eaux continentales (0,5 %). L'évolution de l’occupation des sols de la commune et de ses infrastructures peut être observée sur les différentes représentations cartographiques du territoire : la carte de Cassini (XVIIIe siècle), la carte d'état-major (1820-1866) et les cartes ou photos aériennes de l'IGN pour la période actuelle (1950 à aujourd'hui).

### Risques majeurs
Le territoire de la commune de Saint-André-et-Appelles est vulnérable à différents aléas naturels : météorologiques (tempête, orage, neige, grand froid, canicule ou sécheresse), inondations, mouvements de terrains et séisme (sismicité très faible). Il est également exposé à un risque technologique, la rupture d'un barrage. Un site publié par le BRGM permet d'évaluer simplement et rapidement les risques d'un bien localisé soit par son adresse soit par le numéro de sa parcelle.

#### Risques naturels
La commune fait partie du territoire à risques importants d'inondation (TRI) de Bergerac, regroupant les 22 communes (15 en Dordogne et 7 en Gironde) concernées par un risque de débordement de la Dordogne, un des 18 TRI qui ont été arrêtés fin 2012 sur le bassin Adour-Garonne. Les événements significatifs antérieurs à 2014 sont la crue de 1843 (4 100 m3/s à Bergerac, la crue de référence historique de période de retour au moins centennale), les crues de 1912, 1944 et 1952 (période de retour de 50 ans) et les crues de 1982 et 1994 (période de retour de 20 ans). Des cartes des surfaces inondables ont été établies pour trois scénarios : fréquent (crue de temps de retour de 10 ans à 30 ans), moyen (temps de retour de 100 ans à 300 ans) et extrême (temps de retour de l'ordre de 1 000 ans, qui met en défaut tout système de protection). La commune a été reconnue en état de catastrophe naturelle au titre des dommages causés par les inondations et coulées de boue survenues en 1982, 1993, 1999 et 2009,.
Les mouvements de terrains susceptibles de se produire sur la commune sont des éboulements, chutes de pierres et de blocs et des tassements différentiels.

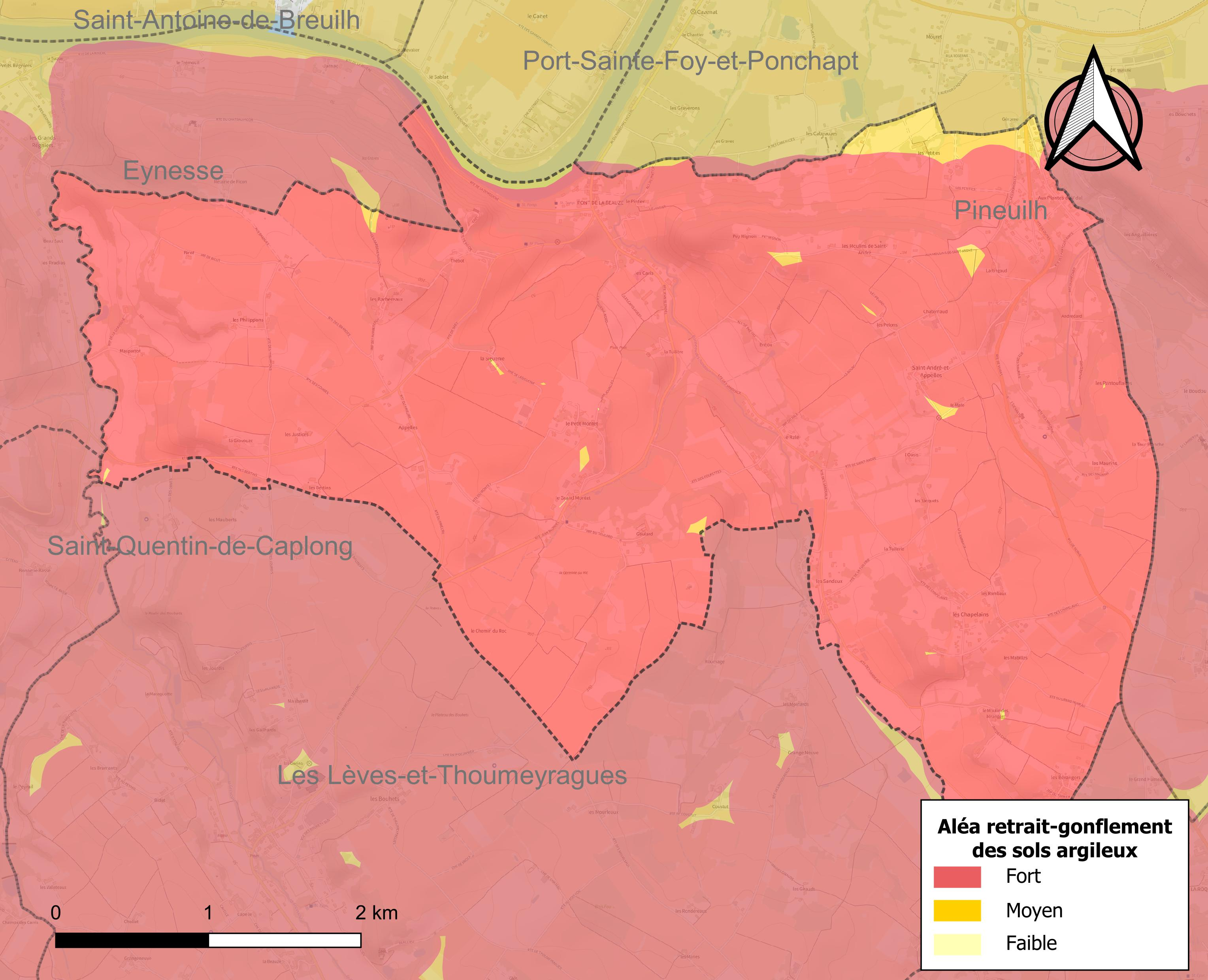
Carte des zones d'aléa retrait-gonflement des sols argileux de Saint-André-et-Appelles.

Le retrait-gonflement des sols argileux est susceptible d'engendrer des dommages importants aux bâtiments en cas d’alternance de périodes de sécheresse et de pluie. La totalité de la commune est en aléa moyen ou fort (67,4 % au niveau départemental et 48,5 % au niveau national). Sur les 371 bâtiments dénombrés sur la commune en 2019, 371 sont en aléa moyen ou fort, soit 100 %, à comparer aux 84 % au niveau départemental et 54 % au niveau national. Une cartographie de l'exposition du territoire national au retrait gonflement des sols argileux est disponible sur le site du BRGM,.
Concernant les mouvements de terrains, la commune a été reconnue en état de catastrophe naturelle au titre des dommages causés par la sécheresse en 1989, 2005, 2011, 2015 et 2017 et par des mouvements de terrain en 1999.

#### Risques technologiques
La commune est en outre située en aval du  barrage de Bort-les-Orgues, un ouvrage sur la Dordogne de classe A soumis à PPI, disposant d'une retenue de 477 millions de mètres cubes. À ce titre elle est susceptible d’être touchée par l’onde de submersion consécutive à la rupture de cet ouvrage.

## Histoire
La découverte de nombreuses pièces archéologiques acheuléennes au Rale, notamment des hachereaux, laisse penser à une présence humaine dès le Paléolithique inférieur. La commune héberge également un mégalithe haut de 2,65 mètres, dit « menhir des Goulards », officiellement découvert en 1922 par Fernand Morin au sud-ouest du château des Goulards, aux abords du bois de la Garenne, au Nic. Trouvé couché en amont de son lieu d'extraction, il fut remis debout en 1934 par la Société préhistorique française.

### Héraldique
| Blason de Saint-André-et-Appelles | « D’azur au moulin d’or essoré au naturel, ajouré et maçonné, aux angles de sable, les ailes de profil du même, sur une terrasse isolée de sinople, accosté de deux flanchis cousus de gueules, soutenu d’un lion à queue léopardée aussi d’or, à l’inscription St.ANDRE & APPELLES d’argent posée en orle en pointe, au chef d’or chargé de trois grappes de raisin de pourpre feuillées de sinople. » |

## Politique et administration

### Liste des maires
| Période                                  | Période   | Identité        | Étiquette | Qualité         |
| ---------------------------------------- | --------- | --------------- | --------- | --------------- |
| Les données manquantes sont à compléter. |           |                 |           |                 |
|                                          |           |                 |           |                 |
| mars 2001                                | mars 2008 | Aurélien Rosin  | SE        | Retraité        |
| mars 2008                                | mai 2020  | René Gourgousse | SE        | Retraité        |
| mai 2020                                 | En cours  | Éric Fréchou    |           | Chef de culture |

### Jumelages
- Tourpes (Belgique)

## Démographie
L'évolution du nombre d'habitants est connue à travers les recensements de la population effectués dans la commune depuis 1800. Pour les communes de moins de 10 000 habitants, une enquête de recensement portant sur toute la population est réalisée tous les cinq ans, les populations de référence des années intermédiaires étant quant à elles estimées par interpolation ou extrapolation. Pour la commune, le premier recensement exhaustif entrant dans le cadre du nouveau dispositif a été réalisé en 2007.

En 2022, la commune comptait 670 habitants, en évolution de −4,01 % par rapport à 2016 (Gironde : +6,91 %, France hors Mayotte : +2,11 %).
| 1800 | 1806 | 1821 | 1831 | 1836 | 1841 | 1846 | 1851 | 1856 |
| ---- | ---- | ---- | ---- | ---- | ---- | ---- | ---- | ---- |
| 353  | 341  | 801  | 771  | 850  | 806  | 821  | 752  | 718  |

| 1861 | 1866 | 1872 | 1876 | 1881 | 1886 | 1891 | 1896 | 1901 |
| ---- | ---- | ---- | ---- | ---- | ---- | ---- | ---- | ---- |
| 747  | 702  | 693  | 695  | 590  | 624  | 597  | 570  | 598  |

| 1906 | 1911 | 1921 | 1926 | 1931 | 1936 | 1946 | 1954 | 1962 |
| ---- | ---- | ---- | ---- | ---- | ---- | ---- | ---- | ---- |
| 604  | 598  | 522  | 549  | 526  | 491  | 528  | 521  | 527  |

| 1968 | 1975 | 1982 | 1990 | 1999 | 2006 | 2007 | 2012 | 2017 |
| ---- | ---- | ---- | ---- | ---- | ---- | ---- | ---- | ---- |
| 532  | 583  | 607  | 667  | 686  | 676  | 675  | 715  | 686  |

| 2022 | - | - | - | - | - | - | - | - |
| ---- | - | - | - | - | - | - | - | - |
| 670  | - | - | - | - | - | - | - | - |

## Équipements, services et vie locale

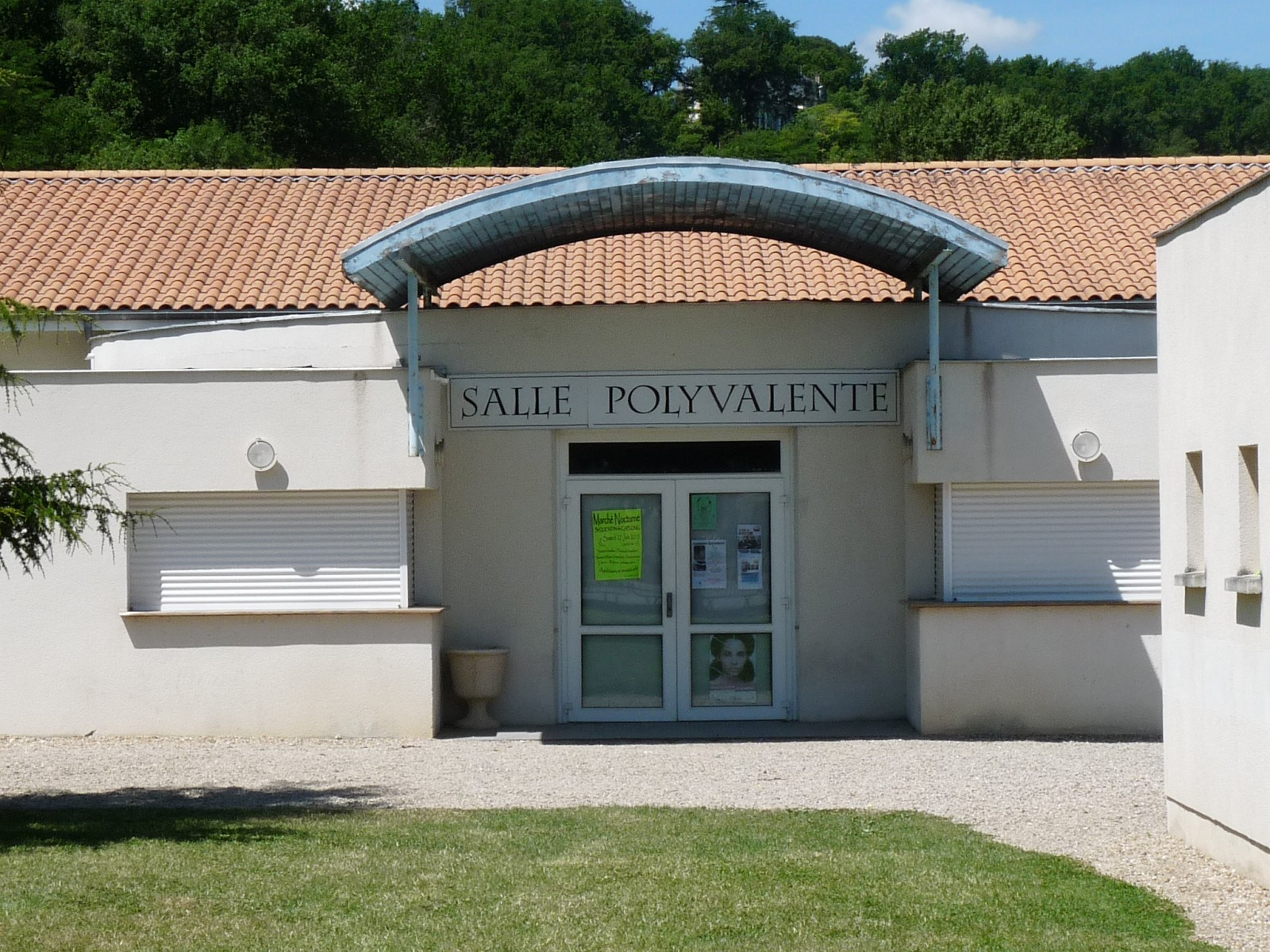
La salle des fêtes

Une salle polyvalente est située à côté de la mairie.

## Lieux et monuments

### Patrimoine religieux
- L'église paroissiale Saint-André, située au vieux bourg.
- La chapelle d'Appelles, entourée de son cimetière.
- Stèle à l'entrée du bourg du Pont de la Beauze de Jean Blondel, maire de Saint-André-et-Appelles au moment de son arrestation par les Allemands, sur dénonciation pour avoir déposé un drapeau tricolore sur la dépouille d'un résistant ; fusillé à Bergerac le 8 juillet 1944, Jean Blondel est « mort pour la France »[36].
- Tombe de Philippe Henriot, collaborateur exécuté en 1944 par la Résistance.

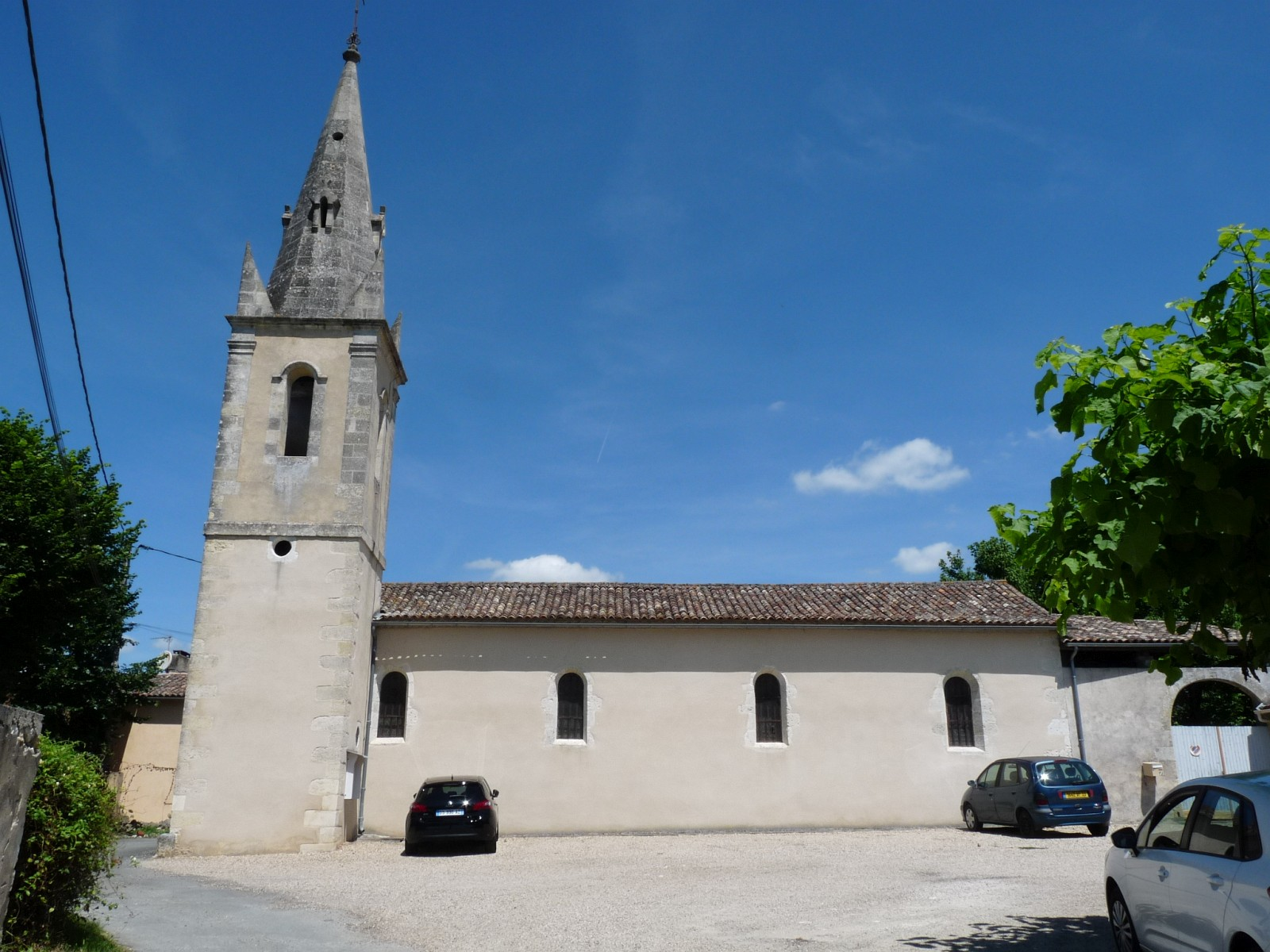
L'église Saint-André
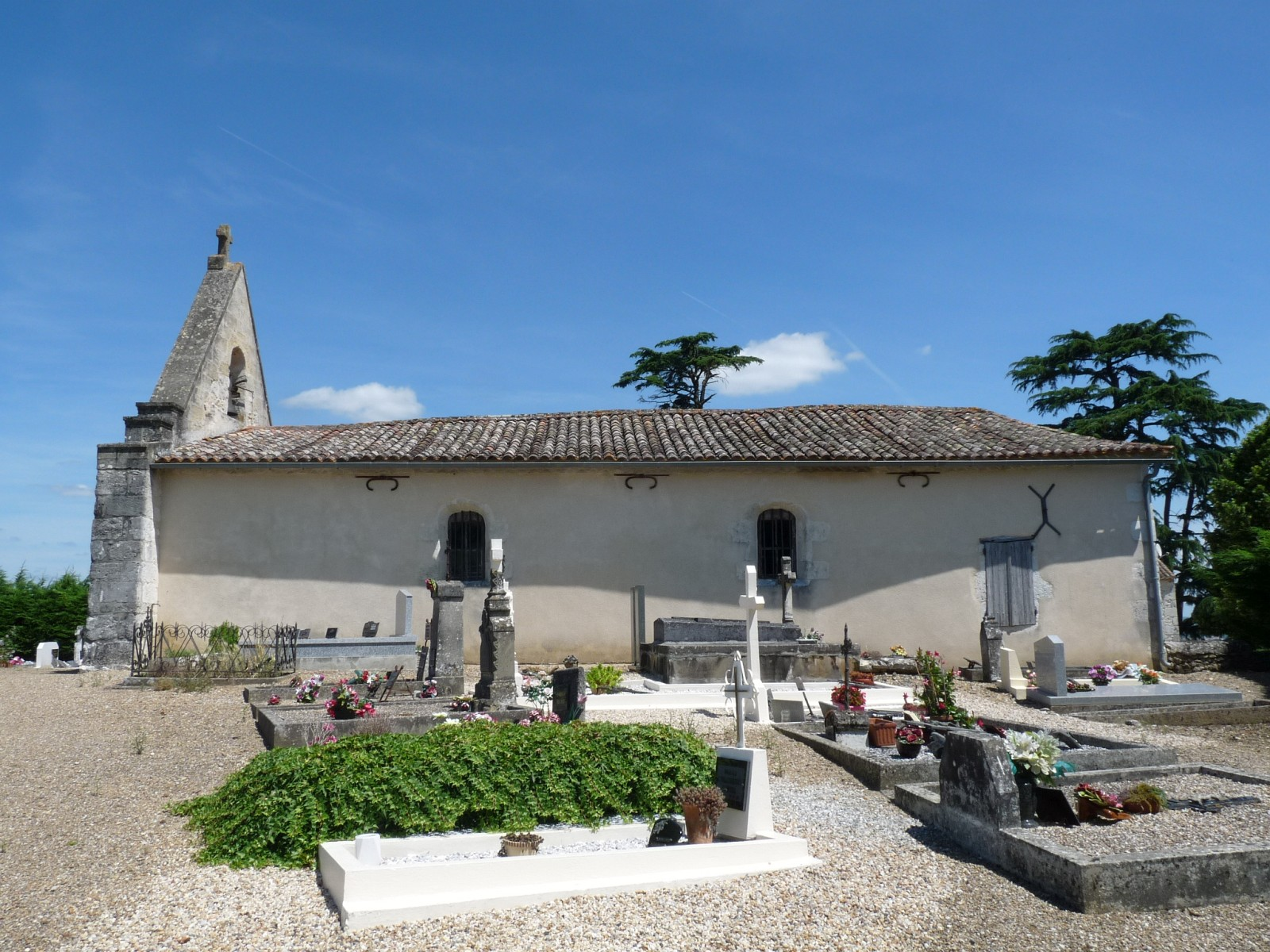
La chapelle d'Appelles
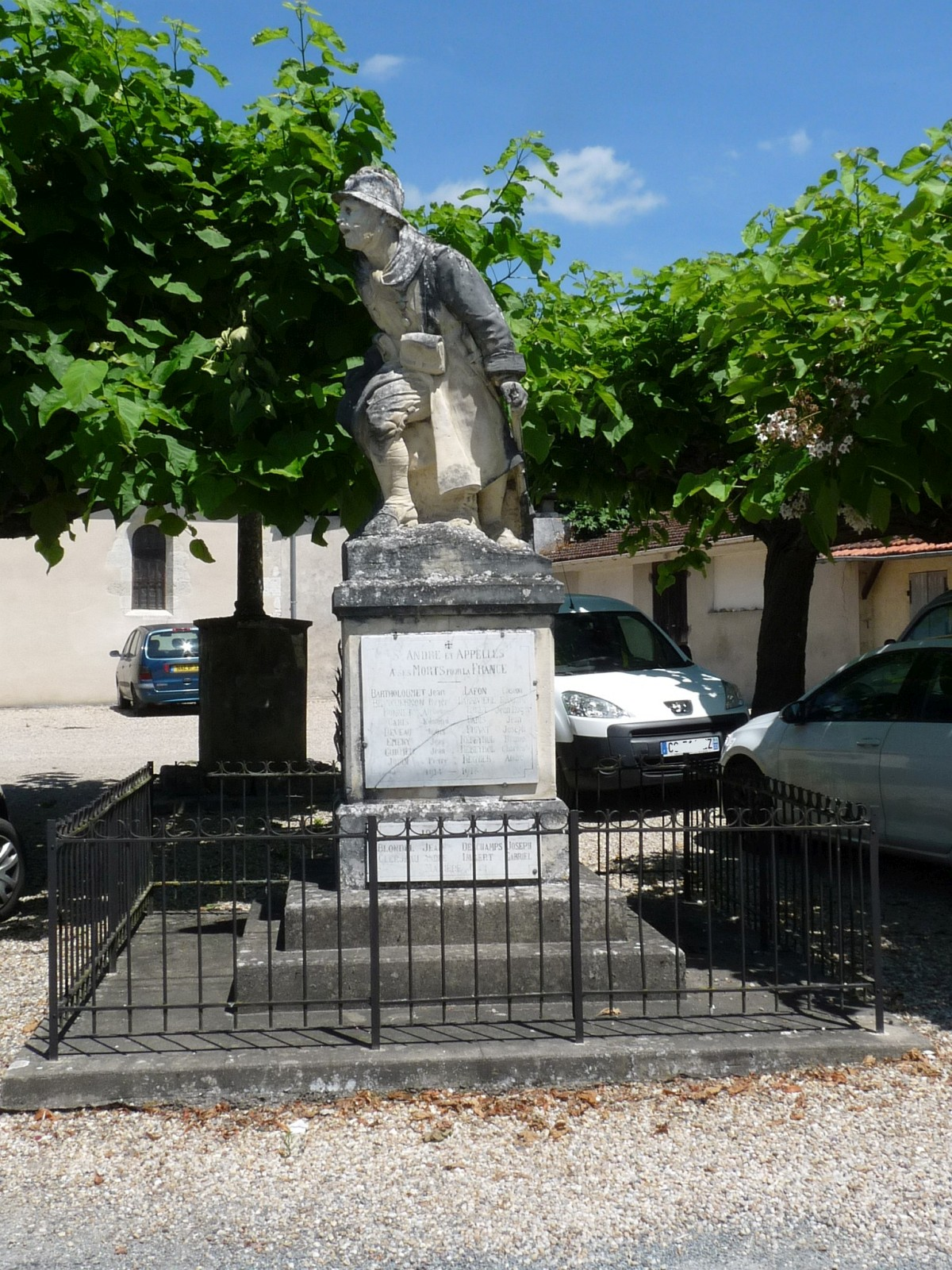
Monument aux morts 1914-1918 à Saint-André

## Personnalités liées à la commune
- Pierre-Anselme Garrau (1762-1829), homme politique
- Philippe Henriot (1889-1944), homme politique